# Cnemaspis pemanggilensis
Cnemaspis pemanggilensis es una especie de gecos de la familia Gekkonidae.

## Distribución geográfica yhábitat
Es endémica de la isla Pemanggil, en el archipiélago de Seribuat (Malasia Peninsular). Su rango altitudinal oscila entre 0 y 250 m s. n. m..